# Центроване квадратне число
Центроване квадратне число — це центроване багатокутне число, яке подає квадрат з точкою в центрі і всі інші навколишні точки, розташовані на квадратних шарах.
Таким чином, кожне центроване квадратне число дорівнює числу точок всередині даної відстані в кварталах від центральної точки на квадратній решітці. Центровані квадратні числа, як і інші фігурні числа, мають мало практичних застосувань, якщо взагалі мають, але вони вивчаються в цікавій математиці за елегантні геометричні та арифметичні властивості.
Фігури для перших чотирьох центрованих квадратних чисел показано нижче:
|                           |  |                           |  |                            |  |                            |
| {\displaystyle C_{4,1}=1} |  | {\displaystyle C_{4,2}=5} |  | {\displaystyle C_{4,3}=13} |  | {\displaystyle C_{4,4}=25} |

## Зв'язок з іншими фігурними числами
n-не центроване квадратне число задається формулою
{\displaystyle C_{4,n}=n^{2}+(n-1)^{2}.}
Іншими словами, центроване квадратне число — це сума двох послідовних квадратів. Такі діаграми демонструють формулу:
|                           |  |                             |  |                             |  |                              |
| {\displaystyle C_{4,1}=1} |  | {\displaystyle C_{4,2}=1+4} |  | {\displaystyle C_{4,3}=4+9} |  | {\displaystyle C_{4,4}=9+16} |

Формулу можна подати так
{\displaystyle C_{4,n}={(2n-1)^{2}+1 \over 2};}
таким чином, n-не центроване квадратне число дорівнює половині n-го непарного квадрата + 1/2, що проілюстровано нижче:
|                                 |  |                                 |  |                                  |  |                                  |
| {\displaystyle C_{4,1}=(1+1)/2} |  | {\displaystyle C_{4,2}=(9+1)/2} |  | {\displaystyle C_{4,3}=(25+1)/2} |  | {\displaystyle C_{4,4}=(49+1)/2} |

Як і інші центровані полігональні числа, центровані квадратні числа можна виразити через трикутні числа:
{\displaystyle C_{4,n}=1+4\,T_{n-1},}
де
{\displaystyle T_{n}={n(n+1) \over 2}={n^{2}+n \over 2}={n+1 \choose 2}}
є n-не трикутне число. Це легко побачити, якщо просто видалити центральну точку і розділити решту на чотири трикутники:
|                           |  |                                     |  |                                     |  |                                      |
| {\displaystyle C_{4,1}=1} |  | {\displaystyle C_{4,2}=1+4\times 1} |  | {\displaystyle C_{4,3}=1+4\times 3} |  | {\displaystyle C_{4,4}=1+4\times 6.} |

Різницею між двома послідовними восьмикутними числами є центроване квадратне число (Conway and Guy, p.  50).

## Властивості
Перші кілька центрованих квадратних чисел:
1, 5, 13, 25, 41, 61, 85, 113, 145, 181, 221, 265, 313, 365, 421, 481, 545, 613, 685, 761, 841, 925, 1013, 1105, 1201, 1301, 1405, 1513, 1625, 1741, 1861, 1985, 2113, 2245, 2381, 2521, 2665, 2813, 2965, 3121, 3281, 3445, 3613, 3785, 3961, 4141, 4325, …
Всі центровані квадратні числа непарні, а остання цифра в десятковому поданні дає послідовність 1-5-3-5-1.
Всі центровані квадратні числа та їхні дільники дають остачу 1 при діленні на 4. Тому всі центровані квадратні числа та їх дільники порівнянні з 1 або 5 за модулем 6, 8 або 12.
Кожне центроване квадратне число за винятком 1 є гіпотенузою в одній з піфагорових трійок (наприклад, 3-4-5, 5-12-13).

### Центровані квадратні прості
Центровані квадратні прості — це центровані квадратні числа, які є також простими. На відміну від звичайних квадратних чисел, які ніколи не є простими, кілька центрованих квадратних чисел прості.
Кілька перших центрованих квадратних простих:
5, 13, 41, 61, 113, 181, 313, 421, 613, 761, 1013, 1201, 1301, 1741, 1861, 2113, 2381, 2521, 3121, 3613, …
Чудовий приклад можна побачити в магічному квадраті 10-го століття ал-Антаакії.